# Portenschlagia ramosissima
Portenschlagia ramosissima är en flockblommig växtart som beskrevs av Roberto de Visiani. Portenschlagia ramosissima ingår i släktet Portenschlagia och familjen flockblommiga växter. Inga underarter finns listade i Catalogue of Life.